# Mirages (film, 1938)
Cet article concerne le film d'Alexandre Ryder. Pour le film de King Vidor, voir Mirages.
Pour les articles homonymes, voir Mirage (homonymie).
Pour plus de détails, voir Fiche technique et Distribution.
Mirages (titre alternatif Si tu m'aimes) est un film français réalisé par Alexandre Ryder, sorti en 1938, adaptation de la pièce de théâtre éponyme de Léopold Marchand.

## Synopsis
Jeanne et Pierre sont un jeune couple d'amoureux désargentés. Elle donne des leçons de piano et lui est un jeune ingénieur au chômage. Ils sont liés d'amitié avec un autre couple : Arlette et Michel, qui travaillent aux Folies Bergère. Sur leur insistance, et malgré les réticences de Pierre, Jeanne se présente à un casting du music-hall et est recrutée comme danseuse. Dans le même temps, Pierre accepte un emploi en Algérie et part seul.
Aux Folies Bergère, Jeanne est bientôt remarquée par le directeur pour son talent de chanteuse, mais elle cache cette promotion à Pierre. Ce dernier devine cependant, au ton des lettres de Jeanne, qu'un fossé se creuse entre eux et il tombe bientôt malade. Jeanne le rejoint alors en Algérie pour quelques semaines avant de rentrer à Paris où l'appelle sa carrière.
Jeanne devient bientôt la vedette de la revue tandis que Pierre s'éloigne pour toujours.

## Fiche technique
- Réalisation : Alexandre Ryder
- Scénario : François Campaux, d'après la pièce de théâtre de Léopold Marchand
- Musique : Vincent Scotto
- Photographie : Léonce-Henri Burel
- Son : Georges Gérardot
- Société de production : Productions François Campaux
- Format : Noir et blanc - 35 mm  - 1,37:1
- Pays d'origine :  France
- Genre : Film dramatique
- Durée : 98 minutes
- Date de sortie : France, 28 janvier 1938

## Distribution
- Arletty : Arlette
- Jeanne Aubert : Jeanne Dumont
- Michel Simon : Michel
- Jean-Louis Barrault : Pierre Bonvais
- Pierre Nay : Charles
- Nicole Vattier : Lucie
- Édouard Tirmont : le ténor
- Paul Derval : le directeur
- Marcel Mouloudji : le groom
- Triel : le régisseur
- Georges Bastia
- Henry Bonvallet
- Anthony Gildès
- Palmyre Levasseur
- Yvonne Yma
- Jean Granier[1]
- Henri Bry[2]